# Anton Zevnik
Anton Zevnik, slovenski notar, književnik in publicist, * 6. januar 1877, Ratež, † 25. avgust 1944, Ljubljana.

## Življenje in delo
Klasično gimnazijo je obiskoval v Novem mestu (1889–1893) in Ljubljani (1893–1897) in leta 1898 maturiral, nato je študiral pravo na Dunaju, bil notarski pripravnik v Opatiji, v Podgradu, Dobrli vasi, Cerknici, notar v Višnji Gori (vsaj od 1926) in Kamniku (od 1932). Ob nemški okupaciji 1941 se je umaknil v Ljubljano. V času ljubljanskih dijaških let je bil  član dijaškega društva Zadruga, kjer je med leti 1893/1894 in 1896/1897 bral več leposlovnih in kritičnih, pozneje objavljenih spisov, npr. črtice: Strah – huda vest (1894), Nada (1895), Gospodek (1897), Smukovega Mihca nesreča in sreča (1902); basni Sliva in vrtnica, Šipek in vijolica (V1894). Opisoval je Jurčičevo pokrajino in raziskoval realno ozadje v njegovih delih: V Jurčičevem kraljestvu (1926), Jurčič in Višnja gora (1928), Iz Jurčičevega kraljestva (1929), Na Krjavljevem … (1928), Jurčič, Rokovnjači in Kamnik (1934), Kamniško pismo – iz Motnika (1935). Iz srbohrvaščine je prevedel novelo hrvaškega književnika Evgenija Kumičića Preko morja (COBISS)